# Kynnefjäll
Kynnefjäll este o arie protejată (arie specială de conservare — SAC, sit de importanță comunitară — SCI, arie de protecție specială avifaunistică — SPA) din Suedia întinsă pe o suprafață de 1.674,9 ha, integral pe uscat.

## Localizare
Centrul sitului Kynnefjäll este situat la coordonatele 58°43′09″N 11°43′20″E / 58.7192°N 11.7223°E.

## Înființare
Situl Kynnefjäll a fost declarat arie de protecție specială avifaunistică în martie 1996 pentru a proteja 13 specii de animale. Alte tipuri de protecție:
- sit de importanță comunitară (în ianuarie 1997)
- arie specială de conservare (în martie 2011)[1][3][4]

## Biodiversitate
Situată în ecoregiunea boreală, aria protejată conține 9 habitate naturale: Mlaștini împădurite, Mlaștini turboase de tranziție și turbării mișcătoare, Roci stâncoase cu vegetație pionieră de Sedo-Scleranthion sau Sedo albi-Veronicion dillenii, Taiga vestică, Pajiști uscate europene, Ape stătătoare oligotrofe până la mezotrofe, cu vegetație de Littorelletea uniflorae și/sau de Isoëto-Nanojuncetea, Formațiuni ierboase bogate în specii de Nardus, dezvoltate pe substraturi silicioase în zone montane (și în zone submontane, în Europa continentală), Lacuri și iazuri distrofice naturale, Turbării active.
La baza desemnării sitului se află mai multe specii protejate de  păsări (13): minunița (Aegolius funereus), cocoșul de mesteacăn (Bonasa bonasia), caprimulg (Caprimulgus europaeus), ciocănitoare neagră (Dryocopus martius), cufundar polar (Gavia arctica), ciuvică (Glaucidium passerinum), ciocârlie de pădure (Lullula arborea), vultur pescar (Pandion haliaetus), viespar (Pernis apivorus), ciocănitoare de munte (Picoides tridactylus), ciocănitoare verzuie (Picus canus), cocoșul de mesteacăn (Tetrao tetrix tetrix),  cocoș de munte (Tetrao urogallus).